# Кокдумалак/Яшилдепе
Кокдумалак/Яшилдепе – нафтогазоконденсатне родовище, розташоване на правобережжі Амудар’ї у суміжних районах Узбекистану та Туркменистану. За розмірами запасів відноситься до категорії гігантських.

## Загальна інформація
Поклади вуглеводні родовища пов’язані із породами верхньої юри. Колектори – вапняки із пористістю понад 8%.
Запаси оцінили у 54,3 млн тон нафти, 67,4 млн тон конденсату та 128 млрд м3 газу. Кокдумалак є найбільшим родовищем Узбекистану за обсягом рідких вуглеводнів.

## Розробка Кокдумалак
Кокдумалак відкрили у 1986 році, а з 1988-го почали перший видобуток нафти із двох розвідувальних свердловин. В подальшому кількість нафтових свердловин у розробці стрімко зростала – в 1991-му їх було 10, а у 1995-му вже 87. Ще за п’ять років їх кількість досягла 100 одиниць. Нафту спершу подавали на сусіднє родовище Зеварди, де вже була невелика установка підготовки, втім, враховуючи розміри відкриття, на Кокдумалак спорудили власну потужну установку. На родовищі також обладнали систему закачування води для підтримки пластового тиску.
Для видачі нафти спорудили трубопровід довжиною 126 км до наливного терміналу Караул-Базар, звідки продукцію відправляли залізницею на Ферганський НПЗ. Належну Туркменістану частку продукції передавали у завершальну ділянку нафтопроводу Чимкент – Чарджоу для поставок на Сейдинський НПЗ.  В 1997-му поряд з Караул-Базаром почав роботу новий Бухарський НПЗ, на який переорієнтували потоки узбецької нафти з Кокдумалака.
Перший етап розробки газоконденсатних покладів організували за методом ресайклінгу, що давало можливість вилучити максимальну частину конденсату перед спрацьовуванням газового покладу. Для цього в 1997-му ввели в дію газонагнітальну компресорну станцію, обладнану чотирма агрегатами виробництва компанії Dresser-Rand із приводом від газових турбін загальною потужністю 92 МВт. При одночасній роботі трьох з них (четвертий виконує функцію резерву) в пласти було можливо щодобово закачувати 12,5 млн м3 газу, з якого перед тим на установці підготовки газу вилучили конденсат.
Отриманий при розробці нафтових покладів попутний газ певний час повністю спалювали на факелі, що призводило до великих втрат сировини – до 6 млрд м3 на рік. З метою виправлення ситуації в 2005, 2007 та 2009 роках ввели в дію три черги проекту, спрямованого на утилізацію асоційованого газу. Останній став проходити підготовку із вилученням газового конденсату (до 34 тисяч тон на рік) та пропан-бутанової фракції (до 5 тисяч тон), після чого до 1,5 млрд м3 газу закачується назад у пласт для підтримки тиску, а інші обсяги передаються по системі газопроводів на Мубарецький газопереробний завод.

## Яшлидепе
У відповідності до міждержавної угоди розробку родовища вела узбецька сторона, яка зобов’язалась щорічно постачати для Сейдинського НПЗ 574 тисяч тон нафти. Втім, спостерігались регулярні недопоставки сировини, тому з 2004 року Туркменістан сам почав розробку своєї ділянки родовища. На Яшилдепе ввели в дію два пункти збору нафти, яка потім транспортувалась по трубопроводу Яшилдепе – Пельверт. Станом на середину 2008-го з родовища отримали біля 1,5 млн тон. В подальшому із падінням пластового тиску видобуток почав знижуватись, так, за 7 місяців 2021 року структура, яка веде розробку Яшилдепе, видобула 82 тисячі тон нафти.
З початком самостійної розробки нафтових покладів туркменська сторона ввела в дію 15 нафтових свердловин, а також 2 газові, які забезпечували внутрішні потреби промислу. Ще 19 газових свердловин були заглушені, оскільки потужності з підготовки газу залишились на узбецькій стороні. В 2004-му уклали угоду на будівництво установки підготовки газу, проте навесні 2009-го внесли зміни до контракту, за яким ця установка, монтаж якої вже почався, була призначена для переміщення на майданчик ГПЗ Багаджа. На той час у регіоні вже йшло будівництво газопроводу Центральна Азія – Китай і ресурси правобережжя Амудар’ї призначили передусім для його наповнення (можливо відзначити, що в 2014-му поряд з Яшилдепе стане до ладу потужний газопереробний завод, зведений в межах китайського контракту). Що стосується колишньої установки для Яшилдепе, то вона стала до ладу на Багаджинському ГПЗ у 2011 році.